# Piper havilandii
Piper havilandii är en pepparväxtart som beskrevs av C. Dc.. Piper havilandii ingår i släktet Piper och familjen pepparväxter. Inga underarter finns listade i Catalogue of Life.